# Scepticisme moral
Le scepticisme moral est une classe de théories méta-éthiques dont tous les membres impliquent que personne n'a de connaissance morale[Quoi ?]. De nombreux tenants du scepticisme moral avancent également la plus forte assertion modale que la connaissance morale est impossible. Le scepticisme moral s'oppose particulièrement au réalisme moral qui pose qu'il existe des vérités morales objectives connaissables.
Parmi les défenseurs de quelques formes de scepticisme moral figurent David Hume, Friedrich Nietzsche, Max Stirner, J. L. Mackie (1977),  Richard Joyce (2001), Michael Ruse, Joshua Greene, Richard Garner, Walter Sinnott-Armstrong (2006) et le psychologue James R. Flynn. À proprement parler, Gilbert Harman (1975) se prononce en faveur d'une espèce de relativisme moral mais pas de scepticisme moral. Toutefois, il a influencé certains sceptiques moraux contemporains.

## Formes
Le scepticisme moral se divise en trois sous-classes : la théorie de la faute morale (ou nihilisme moral), le scepticisme moral épistémologique et le non-cognitivisme. Ces trois théories partagent les mêmes conclusions qui sont :
(a) nous ne sommes jamais fondés à croire que les prétentions morales (les assertions de la forme « l'état des choses X est bon », « l'action Y est moralement obligatoire », etc.) sont véridiques et, plus encore
(b) nous ne savons jamais qu'aucune assertion morale est vraie.
Cependant, chaque méthode arrive à (a) et (b) par différents chemins.
La théorie de l'erreur morale tient que nous ne savons pas que toute assertion morale est vraie parce que
(i) toutes les assertions morales sont fausses,
(ii) nous avons des raisons de croire que toutes les assertions morales sont fausses et il en est ainsi
(iii) puisque nous ne sommes pas justifiés à croire toute assertion que nous avons raison de nier, nous ne sommes pas justifiés à croire en aucune assertion morale.
Le scepticisme moral épistémologique est une sous-classe de théorie dont les membres comprennent le scepticisme moral pyrrhonien et le scepticisme moral dogmatique. Tous les membres du scepticisme moral épistémologique ont deux choses en commun : premièrement, ils reconnaissent que nous sommes injustifiés à croire en aucune assertion morale et deuxièmement ils sont agnostiques  quant à savoir si (i) est vrai (c'est-à-dire si toutes les assertions morales sont fausses)
- Le scepticisme moral pyrrhonien estime que la raison pour laquelle nous sommes en droit de croire en toute assertion morale est qu'il est irrationnel pour nous de croire qu'une quelconque assertion morale est vraie ou que toute assertion morale est fausse. Ainsi, en plus d'être agnostique si (i) est vrai, le scepticisme moral pyrrhonien nie (ii).
- D'un autre côté, Le scepticisme moral dogmatique « affirme » (ii) et invoque la vérité de (ii) comme la raison pour laquelle nous sommes en droit de croire en une quelconque assertion morale.

Finalement, le non-cognitivisme prétend que nous ne pouvons jamais savoir qu'aucune assertion morale est vraie parce que les assertions morales sont « incapables » d'être vraies ou fausses (elles ne sont pas aptes à la vérité). À la place, les assertions morales sont impératives (par exemple « Ne vole pas de bébés! »), expriment des émotions (par exemple « voler des bébés est une honte! ») ou expriment des« attitudes favorables » (« Je ne crois pas que les bébés devraient être volés ».)

## Théorie de l'erreur morale
La théorie de l'erreur morale est une position caractérisée par son attachement à deux propositions : (i) toutes les assertions morales sont fausses et (ii) nous avons des raisons de croire que toutes les assertions morales sont fausses. Le plus célèbre théoricien de l'erreur morale est J. L. Mackie, qui a défendu le point de vue méta-éthique dans Ethics: Inventing Right and Wrong (1977). La position de Mackie a été interprétée comme donnant deux arguments en faveur de la théorie de la faute morale.
Le premier argument attribué à Mackie, souvent appelé argument de l'étrangeté, soutient que les assertions morales impliquent une motivation internaliste (la doctrine selon laquelle « il est nécessaire et a priori que tout agent qui juge que l'une de ses actions possibles est moralement obligatoire aura une certaine motivation (annulable) pour effectuer cette action »). Cependant, parce que la motivation internaliste est fausse, il en va de même de toutes les assertions morales.
L'autre argument souvent attribué à Mackie, souvent appelé l'argument de désaccord maintient que toute assertion morale (par exemple « Tuer des bébés est mal ») entraîne une « assertion de la raison » correspondante (« on a raison de ne pas tuer les bébés »). En d'autres termes, si « tuer des bébés est mal » est vrai, alors tout le monde a une raison de ne pas tuer les bébés. Cela inclut le psychopathe qui prend un grand plaisir à tuer des bébés et est tout à fait malheureux quand il n'a pas de leur sang sur les mains. Mais, sûrement, (si nous supposons qu'il ne subira pas de représailles), ce psychopathe a toutes les raisons de tuer des bébés, et aucune raison de ne pas le faire. Toutes les assertions morales sont donc fausses.

## Scepticisme moral épistémologique
Toutes les versions du scepticisme moral épistémologique soutiennent que nous ne sommes pas fondés à croire en aucune proposition morale. Cependant, contrairement à la théorie de la faute morale, les arguments sceptiques moraux épistémologiques pour cette conclusion ne comprennent pas la prémisse que « toutes les assertions morales sont fausses ». Michael Ruse par exemple donne ce que Richard Joyce appelle un « argument évolutionniste » pour la conclusion que nous avons des raisons de croire en toute proposition morale. Il fait valoir que nous avons évolué avec la croyance en des propositions morales parce que notre croyance même renforce notre aptitude génétique (rend plus probable que nous nous reproduirons avec succès). Cependant, nos croyances en ces propositions amélioreraient notre condition physique, même si elles étaient toutes fausses (elles nous rendraient plus coopératifs etc.). Ainsi, nos croyances morales, insensibles à la preuve, sont analogues aux croyances du paranoïaque. De même qu'un paranoïaque n'est manifestement pas fondé à croire en ses théories du complot, de même sommes-nous en droit de croire en des propositions morales. Nous avons donc des raisons pour abandonner nos croyances morales.

## Conséquences
Deux opinions différentes suivent le scepticisme moral.
- L'amoralisme est l'idée d'abandonner la morale.

- John E. Hare prétend qu'il y a quelques raisons d'obéir à des règles morales. Il affirme que les amoralistes sont logiquement cohérents mais ont beaucoup d'inconvénients dans leur vie.

## Critique
Les critiques du scepticisme moral viennent principalement des tenants du réalisme moral. Le réalisme moral fait valoir qu'il y a en fait de bonnes raisons de croire qu'il existe des vérités morales objectives et que nous sommes en droit de tenir à de nombreuses croyances morales. Une réponse réaliste à la théorie de l'erreur morale avance qu'elle « prouve trop ». Si les assertions morales sont fausses parce qu'elles impliquent que nous avons des raisons de faire certaines choses, indépendamment de nos préférences, alors le sont aussi les « impératifs hypothétiques » (par exemple « si vous souhaitez vous faire couper les cheveux vous devriez aller chez le coiffeur »). Cela parce que tous les impératifs hypothétiques concluent que « nous avons raison de faire ce qui nous permettra d'atteindre nos fins » et ainsi, comme les assertions morales, ils impliquent que nous avons raison de faire quelque chose « indépendamment de nos préférences ».
Si les assertions morales sont fausses parce qu'elles ont cette implication, alors les impératifs hypothétiques le sont aussi. Mais les impératifs hypothétiques sont vrais. Ainsi l'argument de la non-instanciation de (ce que Mackie nomme) « prescriptivité objective » pour la théorie de la faute morale échoue. Russ Shafer-Landau et Daniel Callcut ont chacun décrit des stratégies anti-sceptiques. Callcut soutient que le scepticisme moral devrait être étudié dans les classes d'introduction à l'éthique afin de surmonter l'argument « si tous les points de vue sur la moralité, y compris les sceptiques, sont confrontés à des difficultés, alors l'adoption d'une position sceptique n'est pas une fuite face aux difficultés » .